# Heinrich Goeres
Heinrich Goeres (* 17. Mai 1912 in Berlin; † 30. September 1978) war ein deutscher Journalist. Er war Chefredakteur der DDR-Wochenzeitung Sonntag.

## Leben
Goeres, Sohn eines Journalisten, erlernte nach dem Abitur zunächst den Beruf des Grafikers und wurde 1930 Volontär, später Redakteur im Zentralbüro der deutschen Presse. 1931 trat er in die Kommunistische Partei Deutschlands (KPD) ein.
Nach der Machtübernahme der Nationalsozialisten verlor Goeres 1933 wegen seiner Mitgliedschaft in der KPD seine Anstellung. Er unterstützte die Partei auch nach dem Verbot kommunistischer Betätigung in der Illegalität. Von 1939 bis 1944 war er als Gebrauchsgrafiker in einer Berliner Werbefirma angestellt.
Im April 1941 wurde er in die deutsche Wehrmacht eingezogen, jedoch aus rassistischen Gründen als sogenannter Halbarier nach zwei Monaten wieder entlassen. 1944 wurde er erneut dienstverpflichtet und bis zum Ende des Zweiten Weltkriegs in einem Arbeitslager der Organisation Todt festgehalten.
Nach dem Ende des Kriegs ließ sich Goeres zunächst in West-Berlin nieder und wurde 1945 Mitarbeiter im Bezirksamt Berlin-Wilmersdorf. Noch im selben Jahr wechselte er erneut zum Journalismus und wurde Mitarbeiter der Zeitung Der Berliner, die zeitweise von der britischen Militäradministration herausgegeben wurde. Hier übernahm Goeres erste Leitungsfunktionen und führte zeitweise die Bildredaktion des Blattes.
1946 wurde Goeres stellvertretender Chefredakteur der Wochenzeitung Sonntag, die von 1946 bis 1990 mit einer Auflage von 200.000 Exemplaren erschien und vom Kulturbund zur demokratischen Erneuerung Deutschlands herausgegeben wurde. 1949 trat er in die Sozialistische Einheitspartei Deutschlands (SED) ein und wurde, als Nachfolger von Carl Helfrich, Chefredakteur der Zeitung. 1955 wurde er abgelöst.
Anschließend war Goeres freier Autor bei den Zeitschriften Stimme der Patrioten und Freie Welt und veröffentlichte Erzählungen. Er war Mitglied des Schriftstellerverbands der DDR.